# Kedelkloppersprook
Die Kedelkloppersprook (plattdeutsch, hochdeutsch: Kesselklopfersprache) ist eine deutsche Sondersprache und Spielsprache, die Mitte des 19. Jahrhunderts entstand und von den Hafenarbeitern des Hamburger Hafens und dem Hamburger Kiez allgemein gesprochen wurde. Ein ähnliches Phänomen ist das sogenannte Gänselatein in Bad Driburg / Westfalen und das Mattenenglisch in Bern / Schweiz. 

## Ursprung
Die Kesselklopfer, die als „Erfinder“ der Sprache gelten und ihr den Namen gaben, hatten die Aufgabe, den Kesselstein aus den Kesseln der Dampfschiffe zu entfernen. Sie besaßen ein niedriges Ansehen unter den anderen Hafenarbeitern, verrichteten „Schietarbeit“ und waren zudem meist Leiharbeiter. Innerhalb des gesellschaftlichen Gefüges des Hafens bildeten sie eine eigene soziale Gruppe. Die Annahme, dass in der Enge und dem Lärm der Kessel das System der „Verkedelklopperung“ eine bessere akustische Verständlichkeit garantierte, wird bezweifelt. Die eigene Sprache trug allerdings zu einer Stärkung des gruppenbezogenen Selbstbewusstseins bei. Neben dieser ursprünglichen Funktion als Verständigungshilfe ist die Kedelkloppersprook bei weiterer Verbreitung auch als Geheimsprache bei Erwachsenen und Kindern belegt.

## Struktur
Die Kedelkloppersprook basiert auf dem Plattdeutschen, wobei die anlautenden Konsonanten einer Silbe an deren Ende gesetzt und ein »i« angehängt wurde.
Ein Beispiel:
- Esthi udi ali atwi eteni? (Kedelkloppersprook)
- Hest du al wat eten? (Plattdeutsch)
- Hast du schon etwas gegessen? (Hochdeutsch)

## Geschichte
Das älteste Tondokument, das die Kedelkloppersprook belegt, ist eine Aufnahme des Hamborger Kedelklopper-Liedes, das durch den Sänger Charly Wittong (Carl Wittmaack, 1876–1943) bekannt wurde. Wittong verfasste den Text auf Basis einer Melodie des Komponisten Rudolf Ehrich aus dem Jahre 1904 und nahm das Lied im Jahr 1925 auf Schellackplatte auf. An einer Stelle sind die ersten vier Zeilen des Refrains verkedelkloppert:

„Wi sünd Amborgerhi Etelki-Opperkli, / wi arbeit’t öbendri bi Ohmbli un Ossvi, / sünd üzfidelkri un ümmer opperpri, / kaut Attenswi un hebt ändlischi Ostdi“

„Wi sünd Hamborger Kesselklopfer, / wi arbeit’ dröb’n bi Blohm und Voss, / sünd krüzfidel un immer propper, / kaut Swatten un hefft schändlich Doß“

In den 1930er Jahren endete das Zeitalter der Dampfschifffahrt und somit auch die Verbreitung der Sprache in ihrem Ursprungsgebiet. Vereinzelt ist sie bis in die 1960er in anderen Bereichen nachweisbar. In der Version des Hamborger Kedelklopper-Liedes, die Hans Albers und Hans Söhnker in dem Film Große Freiheit Nr. 7 sangen, ist diese Verfremdung vermieden worden.